# Mikko Rantanen
Mikko Rantanen (* 29. října 1996 Nousiainen) je finský hokejový útočník hrající za tým Dallas Stars v NHL.

## Ocenění a úspěchy
- 2015 MS-18 – Top tří hráčů v týmu
- 2015 MS-20 – Top tří hráčů v týmu
- 2015 SM-l 20 – Ville Peltonen Award
- 2015 Liiga – Nejproduktivnější junior
- 2016 AHL – All-Rookie Tým
- 2016 AHL – All-Star Game
- 2016 AHL – Druhý All-Star Tým
- 2016 AHL – Dudley „Red“ Garrett Memorial Award
- 2019 AHL – All-Star Game
- 2021 AHL – Druhý All-Star Tým
- 2023 AHL – All-Star Game
- 2023 MS – Top tří hráčů v týmu

## Prvenství
- Debut v NHL – 8. října 2015 (Colorado Avalanche proti Minnesota Wild)
- První asistence v NHL – 5. listopadu 2016 (Colorado Avalanche proti Minnesota Wild)
- První gól v NHL – 11. listopadu 2016 (Colorado Avalanche proti Winnipeg Jets, kanadskému brankáři Michael Hutchinson)
- První hattrick v NHL – 7. února 2017 (Colorado Avalanche proti Montreal Canadiens)

## Statistiky

### Klubové statistiky
| Sezóna        | Klub                | Soutěž        |     | Základní část | Základní část | Základní část | Základní část | Základní část |    | Play off | Play off | Play off | Play off | Play off |
| Sezóna        | Klub                | Soutěž        | Z   | G             | A             | B             | TM            | Z             | G  | A        | B        | TM       |          |          |
| 2013/14       | Turun Palloseura    | SM-s 18       | 2   | 0             | 2             | 2             | 0             | —             | —  | —        | —        | —        |          |          |
| 2013/14       | Turun Palloseura    | SM-l 20       | 17  | 5             | 13            | 18            | 8             | 3             | 2  | 1        | 3        | 0        |          |          |
| 2013/14       | Turun Palloseura    | Liiga         | 37  | 5             | 4             | 9             | 10            | —             | —  | —        | —        | —        |          |          |
| 2014/15       | Turun Palloseura    | SM-l 20       | 0   | 0             | 0             | 0             | 0             | 7             | 6  | 8        | 14       | 2        |          |          |
| 2014/15       | Turun Palloseura    | Liiga         | 56  | 9             | 19            | 28            | 22            | —             | —  | —        | —        | —        |          |          |
| 2015/16       | Colorado Avalanche  | NHL           | 9   | 0             | 0             | 0             | 2             | —             | —  | —        | —        | —        |          |          |
| 2015/16       | San Antonio Rampage | AHL           | 52  | 24            | 36            | 60            | 42            | —             | —  | —        | —        | —        |          |          |
| 2016/17       | Colorado Avalanche  | NHL           | 75  | 20            | 18            | 38            | 22            | —             | —  | —        | —        | —        |          |          |
| 2016/17       | San Antonio Rampage | AHL           | 4   | 0             | 2             | 2             | 4             | —             | —  | —        | —        | —        |          |          |
| 2017/18       | Colorado Avalanche  | NHL           | 81  | 29            | 55            | 84            | 34            | 6             | 0  | 4        | 4        | 0        |          |          |
| 2018/19       | Colorado Avalanche  | NHL           | 74  | 31            | 56            | 87            | 54            | 12            | 6  | 8        | 14       | 4        |          |          |
| 2019/20       | Colorado Avalanche  | NHL           | 42  | 19            | 22            | 41            | 14            | 15            | 7  | 14       | 21       | 6        |          |          |
| 2020/21       | Colorado Avalanche  | NHL           | 52  | 30            | 36            | 66            | 34            | 10            | 5  | 8        | 13       | 4        |          |          |
| 2021/22       | Colorado Avalanche  | NHL           | 75  | 36            | 56            | 92            | 56            | 20            | 5  | 20       | 25       | 4        |          |          |
| 2022/23       | Colorado Avalanche  | NHL           | 82  | 55            | 50            | 105           | 82            | 7             | 7  | 3        | 10       | 2        |          |          |
| 2023/24       | Colorado Avalanche  | NHL           | 80  | 42            | 62            | 104           | 50            | 11            | 4  | 10       | 14       | 8        |          |          |
| 2024/25       | Colorado Avalanche  | NHL           | 49  | 25            | 39            | 64            | 28            | —             | —  | —        | —        | —        |          |          |
| 2024/25       | Carolina Hurricanes | NHL           | 13  | 2             | 4             | 6             | 10            | —             | —  | —        | —        | —        |          |          |
| 2024/25       | Dallas Stars        | NHL           | 20  | 5             | 13            | 18            | 22            | 18            | 9  | 13       | 22       | 10       |          |          |
| Liiga celkově | Liiga celkově       | Liiga celkově | 108 | 16            | 24            | 40            | 36            | —             | —  | —        | —        | —        |          |          |
| NHL celkově   | NHL celkově         | NHL celkově   | 652 | 294           | 411           | 705           | 408           | 99            | 43 | 80       | 123      | 38       |          |          |

### Reprezentace
| Rok                       | Tým                       | Soutěž                    | Z  | G  | A  | B  | TM |
| ------------------------- | ------------------------- | ------------------------- | -- | -- | -- | -- | -- |
| 2013                      | Finsko18                  | WU-17                     | 5  | 2  | 5  | 7  | 22 |
| 2013                      | Finsko18                  | MIH                       | 4  | 3  | 4  | 7  | 0  |
| 2014                      | Finsko18                  | MS-18                     | 5  | 3  | 2  | 5  | 0  |
| 2015                      | Finsko20                  | MS-20                     | 5  | 4  | 0  | 4  | 2  |
| 2016                      | Finsko20                  | MS-20                     | 7  | 2  | 3  | 5  | 2  |
| 2016                      | Finsko                    | MS                        | 5  | 0  | 1  | 1  | 2  |
| 2017                      | Finsko                    | MS                        | 10 | 4  | 6  | 10 | 0  |
| 2018                      | Finsko                    | MS                        | 8  | 5  | 6  | 11 | 6  |
| 2023                      | Finsko                    | MS                        | 8  | 0  | 9  | 9  | 4  |
| Juniorská kariéra celkově | Juniorská kariéra celkově | Juniorská kariéra celkově | 26 | 14 | 14 | 28 | 26 |
| Seniorská kariéra celkově | Seniorská kariéra celkově | Seniorská kariéra celkově | 31 | 9  | 22 | 31 | 12 |